# Sargochromis giardi
Sargochromis giardi är en fiskart som först beskrevs av Pellegrin, 1903.  Sargochromis giardi ingår i släktet Sargochromis och familjen Cichlidae. IUCN kategoriserar arten globalt som livskraftig. Inga underarter finns listade i Catalogue of Life.